# Talgar
Talgar (en kazajo: Талғар, /tɑlˈɣɑr/; en ruso: Талгар) es una ciudad en la provincia de Almatý, al sureste de Kazajistán. Es el centro administrativo del distrito de Talgar. La ciudad está localizada entre Almaty y Esik, a 25 km de Almaty.

## Nombre
Hay varias explicaciones para el nombre del pueblo. La más obvia se origina del nombre de un antiguo asentamiento de Talkhir, situado en los suburbios de Talgar.

## Historia

### Edad Media
Los orígenes de Talgar se remontan al año 982, cuando era conocida cono Talkhir. Se ubica en las montañas de Zhetysu, el los límites con los pueblos turcos. Los científicos analizaron el nombre del asentamiento y se llegó a la conclusión de que el nombre había sido distorsionado por un copista, por lo que originalmente sonaba como "Talkhir". Sin embargo, Talkhir (Talgar) es un nombre bien conocido en la moderna Kazajistán. Una vecina ciudad de Almaty, su río y el pico más alto de Zailiisky Alatau también llevan este nombre. Se hizo evidente que el antiguo asentamiento se había situado en algún lugar cerca. Por lo tanto, las excavaciones arqueológicas en el sureste de los suburbios de la moderna Talgar reveló la misteriosa solución.
Gracias al trabajo de los arqueólogos I.I. Kopylov, A.Kh. Morgulin, K.M. Baipakov, y TV Savelyeva la ciudad de Talgar fue reconstruida.
En el siglo IX una fortaleza perteneciente a una tribu turca fue fundada sobre el lugar donde actualmente se encuentra Talgar. La localidad fue escogida debido a que estaba en la Ruta de la Seda, situado en las estribaciones de Zailiisky Alatau, incorporando fuentes ricas de tierras y los pastos de verano allí.
Con el tiempo Talgar se hizo popular con los comerciantes y artesanos. Primero se sirve el propietario de la solución y su corte, pero más tarde comenzó a producir bienes para los nómadas y los asentamientos circundantes. Tal desarrollo de la ciudad era común en Asia central en ese momento.
A comienzos del siglo X se había convertido en una ciudad. Fue un momento de cambio político y económico en la historia de Kazajistán, desde que el país tiene el control de la dinastía feudal Karakhanid. El territorio de Kazajistán se divide en varias condiciones por diputados de Karakhanid. Talgar se había desarrollado rápidamente en este período y, al igual que otras ciudades del valle del río Ili se convirtió en la capital económica y geográfica de un importante territorio.

### SiglosXIXyXX
Después de la fortificación de los cosacos, Vernoye se creó en febrero de 1854 cerca de Almaty, el gobierno local decidió volver a fortalecer la frontera oriental con el Imperio ruso. Tres stanitsas se fundaron cerca de Vernoye: Sofiiskaya (Talgar), Nadezhdinskaya (Issyk), y Lyubavinskaya (Kaskelen). Según una leyenda las stanitsas fueron nombradas después de las tres hijas de un gobernador local.
Stanitsa Sofiiskaya fue rebautizado en 1918. El 22 de diciembre de 1959 la ciudad recibió el nombre de Talgar. La ciudad fue un centro del distrito de Iliisky hasta 1969, y se convirtió en un centro del distrito de Talgar en mayo de 1969.

## Geografía
Talgar está situado en la frontera sur de la provincia de Almaty. El pueblo está ubicado al pie de Zailiisky Alatau, una cordillera de Tian Shan que forma parte del cinturón orogénico del Himalaya.
Talgar tiene un área total de 18,8 km² (7,3 millas cuadradas). El grado de la ciudad de las zonas edificadas es coherente con los desniveles naturales de su geografía natural en general. La elevación promedio de la tierra es de 1250 m s. n. m. Los puntos más bajos se encuentran en la parte norte de la ciudad a 1000 m, mientras que los puntos más altos a 1500 m se encuentran en el lado sur de la ciudad.

## Clima
La ciudad se encuentra en la zona de clima continental, con veranos calurosos y secos e inviernos suaves. La temperatura media anual es de 7.7 a 8.7 °C. En julio, normalmente el mes más caluroso, las altas temperaturas promedio de 22.4 °C y las bajas temperaturas 19.3 °C. En enero, normalmente el mes más frío, las altas temperaturas promedio de -3,7 °C, con bajas temperaturas promedio de -7,4 °C. Las heladas de otoño primer lugar en la mitad de octubre, las heladas de la primavera pasada en la final de abril.
El promedio de precipitación anual Talgar de 463-779 mm. La primavera es la estación más lluviosa generalmente, de corta duración con lluvias y tormentas eléctricas más comunes que los prolongados períodos de lluvias. Las precipitaciones de invierno tiende a ser más nieve que la lluvia.